# Roberta Kelly
Roberta Kelly (* 23. November 1942 in New Mexico) ist eine US-amerikanische Sängerin. Sie wurde in den 1970er Jahren zunächst mit Disco-Musik bekannt, arbeitete bei ihren größten Erfolgen mit Giorgio Moroder zusammen und wandte sich schließlich der Gospelmusik zu.

## Karriere
Roberta Kelly kam in New Mexico auf die Welt, wuchs aber in Los Angeles auf. Auch wenn sie nie den Status einer Donna Summer erreichte, konnte Roberta Kelly ab Mitte der 1970er Jahre mit der Hilfe des Produzenten und Disco-Pioniers Giorgio Moroder einige Hits landen. Zu diesen zählen Trouble Maker, 1976 Platz eins der amerikanischen Disco-Charts, Zodiacs, Funky Stardust (1977), Oh Happy Day (1978) und Patty Cake (1981). Mit Moroder nahm Kelly drei Alben auf, darunter Gettin' the Spirit, eine LP, die Gospelsongs im Disco-Gewand präsentierte. 1975 sang sie auch bei der deutschen Popband Silver Convention. Die Sängerin setzte ihre Karriere bis Anfang der 1980er im Disco- und Pop-Genre fort, unter anderem auch als Backgroundsängerin für Claudja Barry (Sweet Dynamite) und Donna Summer (She Works Hard for the Money). Später widmete sie sich vollends der Gospelmusik und veröffentlichte 1995 das Album Sound of Colour. Kelly ist nach wie vor aktiv und tritt regelmäßig auf. 2008 veröffentlichte sie die Single America (The Sound Of Colour Realized) und arbeitet seitdem auch an einem neuen Album.
Kelly lebt seit 1972 in Deutschland.

## Diskografie
- 1975: This Is Roberta Kelly
- 1976: Trouble Maker (Oasis)
- 1977: Zodiac Lady (Casablanca)
- 1978: Gettin' the Spirit (Casablanca)
- 1981: Roots Can Be Anywhere (Autobahn)
- 1981: Tell Me (Baby)
- 1995: Sound of Colour (Weltbild)